# Liste antiker Ortsnamen und geographischer Bezeichnungen/Re
| Lateinischer Name    | Griechischer Name                                | Beschreibung                                                  | Heute                                                                                  | Quellen und Verweise | Lage |
| -------------------- | ------------------------------------------------ | ------------------------------------------------------------- | -------------------------------------------------------------------------------------- | -------------------- | ---- |
| Reate                | Ῥεάτε (Rheate)                                   | Stadt der Sabiner                                             | Rieti in Latium                                                                        | Smith;               |      |
| Rechius              |                                                  |                                                               |                                                                                        | Smith;               |      |
| Redintuinum          |                                                  |                                                               |                                                                                        | Smith;               |      |
| Redones              |                                                  |                                                               |                                                                                        | Smith;               |      |
| Reganum              |                                                  |                                                               |                                                                                        | Smith;               |      |
| Regiana              |                                                  | siehe Regina                                                  |                                                                                        |                      |      |
| Regianum             |                                                  |                                                               |                                                                                        | Smith;               |      |
| Regillum             |                                                  |                                                               |                                                                                        | Smith;               |      |
| Regillus Lacus       |                                                  |                                                               |                                                                                        | Smith;               |      |
| Regina               | Ῥήγινα (Rhēgina)                                 | Ort in Hispania Baetica                                       | zwischen Casas de Reina und Reina de Los Paredones, südwestlich von Llerena in Spanien | Smith;               |      |
| Reginea              |                                                  |                                                               |                                                                                        | Smith;               |      |
| Reginum              |                                                  | siehe Castra Regina                                           |                                                                                        |                      |      |
| Regis Villa          |                                                  |                                                               |                                                                                        | Smith;               |      |
| Registus             |                                                  |                                                               |                                                                                        | Smith;               |      |
| Regium Lepidi        |                                                  |                                                               |                                                                                        | Smith;               |      |
| Regni                |                                                  |                                                               |                                                                                        | Smith;               |      |
| Regnum               |                                                  | siehe Noviomagus Regnorum                                     |                                                                                        |                      |      |
| Regulbium            |                                                  | Stadt der Cantae und römisches Kastell in Britannien          | bei Reculver, 2 Kilometer östlich von Herne Bay in Kent an der südenglischen Küste     | Smith;               |      |
| Rehob                |                                                  |                                                               |                                                                                        | Smith;               |      |
| Rehoboth             |                                                  | biblischer Ort im Land Gerar, an dem Isaak einen Brunnen grub |                                                                                        | Smith;               |      |
| Remesiana, Romesiana | Ῥεμεσίανα (Rhemesiana), Ῥουμισίανα (Rhoumisiana) | Stadt in Moesia superior                                      | Bela Palanka in Serbien                                                                | Smith;               |      |
| Remetodia            |                                                  |                                                               |                                                                                        | Smith;               |      |
| Remi                 | Ῥημοί (Rhēmoi)                                   | belgisch-keltischer Stamm mit Hauptort Durocortorum           | entlang der Seine in der Gegend von Reims                                              | Smith;               |      |
| Repandunum           |                                                  |                                                               |                                                                                        | Smith;               |      |
| Rephaim Vallis       |                                                  |                                                               |                                                                                        | Smith;               |      |
| Rephidim             |                                                  |                                                               |                                                                                        | Smith;               |      |
| Rerigonium           |                                                  |                                                               |                                                                                        | Smith;               |      |
| Rerigonius Sinus     |                                                  |                                                               |                                                                                        | Smith;               |      |
| Resaina              |                                                  |                                                               |                                                                                        | Smith;               |      |
| Resapha              |                                                  |                                                               |                                                                                        | Smith;               |      |
| Resculum             |                                                  | Kastell in Dakien                                             | auf dem Gemeindegebiet von Bologa, Kreis Cluj in Siebenbürgen, Rumänien                | PECS; Pleiades;      |      |
| Reudigni             |                                                  |                                                               |                                                                                        | Smith;               |      |
| Revessio             |                                                  |                                                               |                                                                                        | Smith;               |      |